# Білокам'яне будівництво
Білокам'яне будівництво — будівництво, яке виникло в ХІІ столітті у Перемишльській землі, набуло широкого розвитку на західних землях Русі, звідки воно проникає в Чернігівсько-Переяславське та Ростово-Суздальське князівства. Зразки білокам'яного будівництва ХІІ ст. простежуються на території західного регіону Русі — у Галичі, Звенигороді. Військово-побутові пам'ятки відомі в Перемишлі (кам'яний палац) та Уричі (Сколівський район) (залишки скельного укріплення Тустань). Білокам'яний палац виявлено на Замковій горі.